# Dounia Boutazout
Dounia Boutazout (sinh năm 1981) là một nữ diễn viên Ma-rốc. Cô đã có những vai chính trong các bộ phim truyền hình như L'Couple, Nayda f'douar và F'Salon.
Vào tháng 4 năm 2016, cô nói rằng một phụ nữ bị gãy mũi sau khi cho rằng Boutazout đã nhảy một hàng đợi chờ tài liệu chính thức.